# Напалков-Софинский, Юрий Викторович
Юрий Викторович Напалков-Софинский (1922—1990) — специалист в области спектральных представлений в сейсморазведке, лауреат Государственной премии СССР 1970 года.
Родился в Москве. Окончил Московский геологоразведочный институт (1945), Московский нефтяной институт (1947) и работал там же на кафедре полевой геофизики (до 1951 г. кафедра геофизических и геохимические методов разведки нефтяных и газовых месторождений): ассистент (1944—1948), старший преподаватель (1948—1963), доцент (1963—1990).
Кандидат технических наук (1962), доцент (1964). Диссертация:
- Исследование разрешающей способности регулируемого направленного приема (РНП) сейсмических волн : диссертация … кандидата технических наук : 05.00.00. — Москва, 1962. — 235 с. : ил.

Один из создателей сейсмического метода регулируемого направленного приёма (РНП). Разработал новую дисциплину «Линейные преобразования и системы».
Автор 62 научных публикаций и учебных пособий, изобретений.
Лауреат Государственной премии СССР — за коренное усовершенствование и повышение геологической эффективности поисков и разведки полезных ископаемых сейсмическим методом (1970). Награждён большой серебряной медалью ВДНХ (1960). Присвоено звание «Горный инженер III ранга» (1951).
Сочинения:
- Теория и практика сейсмического метода РНП / Рябинкин Л. А., Напалков Ю. В., Знаменский В. В., Воскресенский Ю. Н., Рапопорт М. Б. — Труды МИНХиГП им. И. М. Губкина. Вып. 39. — М.: Гостоптехиздат, 294 с.
- Напалков Ю. В. Спектральные представления в сейсморазведке: Учебное пособие. Ч. 1. 110 с.
- Аппаратура геофизических исследований [Текст] : Конспект лекций для студентов спец. 0642 «Информ.-измер. техника» и спец. 0105 «Геофиз. методы поисков и разведки месторождений полез. ископаемых» специализации «Полевая геофизика». — Москва : МИНХИГП, 1977-. — 20 см. Ч. 1: Теория геофизической аппаратуры. Ч. 1 [Текст]. — 1977 (вып. дан. 1978). — 112 с. : ил. Линейные системы. Ч. 2. — Москва : МИНГ, 1991. — 116,[1] с. : ил. — (Линейные преобразования и системы в геофизике. [Учеб. пособие]).
- Линейные преобразования. Ч. 1. — Москва : МИНГ, 1989. — 120 с. : ил. — (Линейные преобразования и системы в геофизике. Учеб. пособие для студентов спец. 08.02 «Геофиз. методы поисков и разведки»).
- Ч. 1. Теория волновой фильтрации. — Москва : МИНХИГП, 1981 (вып. дан. 1982). — 111 с. : ил. — (Основы теории интерференционных систем в сейсморазведке. Учеб. пособие для студентов спец. 0105 «Полевая геофизика»).
- Ч. 3. Сейсморегистрирующая аппаратура. — Москва : МИНХИГП, 1980. — 98 с. : ил. — (Аппаратура геофизических исследований. Учеб. пособие для студентов спец. 0642 «Информ.-измер. техника» и спец. 0105 «Геофиз. методы поисков и разведки месторождений полез. ископаемых», специализации «Полевая геофизика»).
- Спектральные представления в сейсморазведке [Текст] : Учеб. пособие для студентов специальности 0105 «Полевая геофизика» / М-во высш. и сред. спец. образования СССР. Моск. ин-т нефтехим. и газовой пром-сти им. И. М. Губкина. Кафедра полевой геофизики. — Москва : [б. и.], 1974-. — 21 см. Ч. 1: Основы теории спектров. Ч. 1. — 1974. — 109 с. : ил. Ч. 2: Преобразования типа Фурье. Ч. 2 / Под ред. проф. Л. А. Рябинина. — 1977. — 94 с. : ил. Ч. 3: Сингулярные сигналы и спектры. Ч. 3. — 1977, вып. дан. 1978. — 101 с. : ил.